# Unicode字型
Unicode字型（或称 UCS字体、Unicode字体）指的是字符（字母、数字、符号、字形等）收录范围较为广泛的计算机字体。这些字符都被集入通用字符集（UCS），来自全世界的各种语言和书写系统。不像大部分传统的电脑字型，Unicode字型并不局限于某几种语言或某种老旧字符集，收录的字符数也远超传统字体中UCS小子集的数量。Unicode字型尝试收录几千种可能的字形，以便可在多种语言的文稿中单独使用。

## 背景
Unicode标准本身并不指定或者创造任何字体（typeface），也即字形的集合。这个标准定义的是作为抽象数字（码点）的字符，以及在不同上下文中这些字符应如何变形（如组合字符、预组字符、字母附加符号等）。至于这些字符怎么以位图或矢量图格式输出以便查看，也就是对于字型的选择，则留给用户决定。如果选定的字体不含有这个码点指定的字符，一般来说会显示一个问号、一个方框，或是别的替换字符。
计算机字体使用各種技術來顯示字符或字形。点阵字体包含称为像素的点网格，形成每个面和大小的每个字形的图像。轮廓字体（也称为矢量字体）使用绘图指令或数学公式来描述每个字形。笔画字体使用一系列指定的线条（用于字形的边框）和附加信息来定义轮廓，或特定面和尺寸中线条的大小和形状，它们一起描述字形的外观。
字体还包括嵌入的特殊拼写规则，以输出某些字母形式（同一字母的替代符号）组合成特殊的连字形式（混合字符）。操作系统、Web 浏览器（用户代理）和其他广泛使用排版的软件使用字体在屏幕或打印媒体上显示文本，并且可以通过编程来使用这些嵌入规则。或者，它们可以使用外部脚本整形技术（渲染技术或“智能字体”引擎），它们也可以被编程为使用大的 Unicode 字体，或者为不同的字符或语言使用多种不同的字体。
没有单一的“Unicode 字体”包含 ISO 10646 (Unicode) 标准当前修订版中定义的所有字符，因为越来越多的语言和字符不断添加到其中，并且常见字体格式不能包含超过 65,535 个字形（大约一半） Unicode 编码的字符数）。因此，字体开发商和代工厂将新字符合并到字体的较新版本或修订版中，或专门用于特定语言的单独辅助字体中。
通用编码字符集拥有超过 110 万个代码点，但只有前 65,536 个在 2000 年之前投入使用。
第一個 Unicode 字體（具有非常大的字符集，並支持許多 Unicode區段）是 Lucida Sans Unicode（1993 年 3 月發布）、Unihan 字體（1993 年）和 Everson Mono（1995 年）。

## 問題
Unicode 中存在排版上的歧义，因此某些统一的汉字（在中文、日文和韩文中可见）在不同地区的排版上会有所不同。 例如，U+9AA8 骨 在简体中文和繁体中文之间在排版上是不同的。 这对单一字体可以满足所有地区需求的想法有影响。 Unicode 的设计确保这种差异不会造成语义歧义，但不正确的形式的使用通常被认为是东亚语言的母语读者视觉上的尴尬或审美上的不合适。

## Unicode 字體的應用
Unicode 现在是许多新标准和协议的标准编码，并内置于操作系统（Microsoft Windows、Apple Mac OS 以及许多版本的 Unix 和 Linux）、编程语言（Ada、Perl、Python、Java、 Common LISP、APL）和库（IBM International Components for Unicode (ICU)，以及 Pango、Graphite、Scribe、Uniscribe 和 ATSUI 渲染引擎）、字体格式（TrueType 和 OpenType）等。 许多其他标准也正在升级以符合 Unicode。

## 实用软件
以下是一些可以识别字体文件中存在的字符的实用软件的选择：
- 字符映射，Microsoft Windows 附带的小程序
- Font Book，Mac OS 附带的应用程序
- GNOME 字符映射表，包含在 GNOME 桌面环境中的应用程序
- BabelMap，适用于 Windows 的第三方软件

## Unicode 字体列表
在众多可用的 Unicode 字体中，下面列出的字体是全球主流计算平台上最常用的字体。
| 字型家族     | 字体名称            |
| ------------ | ------------------- |
| Google Fonts | Noto Sans Symbols   |
| Google Fonts | Noto Sans Symbols 2 |